# 阿沃
阿沃（法語：Avaux，法語發音：[avo]）是法国大東部大區阿登省的一个市镇，属于勒泰勒区。

## 地理
阿沃（49°27'22"N, 4°5'0"E）面积13.19 平方千米，位于法国大東部大區阿登省，该省份为法国北部内陆省份，西接埃纳省，南至马恩省，东临默兹省，北与比利时接壤。
与阿沃接壤的市镇（或旧市镇、城区）包括：埃韦尼库尔、普罗维瑟和普莱努瓦、阿斯费尔德、埃纳河畔布列讷、维约莱萨斯费尔德。

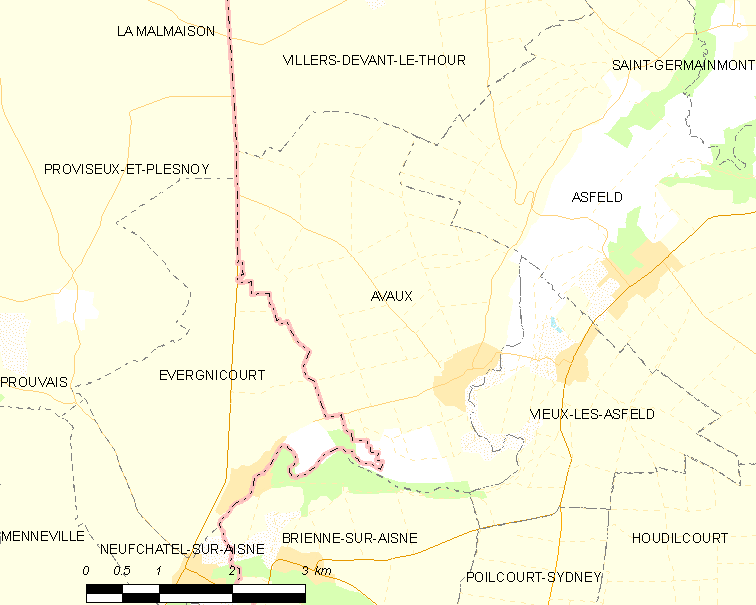
阿沃的OSM定位图

阿沃的时区为UTC+01:00、UTC+02:00（夏令时）。

## 行政
阿沃的邮政编码为08190，INSEE市镇编码为08039。

## 政治
阿沃所属的省级选区为波尔西安堡县。

## 人口

1962-2008年间阿沃人口变化图示

阿沃于2022年1月1日时的人口数量为511人。